# NGC 3091
NGC 3091 (другие обозначения — ESO 566-41, MCG -3-26-7, HCG 42A, PGC 28927) — эллиптическая галактика (E1) в созвездии Гидры. Открыта Уильямом Гершелем в 1785 году.
Галактика имеет оболочку. На остаточном изображении, полученном при вычитании модели галактики из её изображения, обнаруживаются прямые и дугообразные структуры. Выбросов ионизированного газа или атомарного водорода не зафиксировано. Ядро галактики кинематически отделено от остальных частей: области, находящиеся на радиусе менее 1 секунды дуги от центра галактики, вращаются в противоположную сторону в сравнении с остальными частями.
Этот объект входит в число перечисленных в оригинальной редакции «Нового общего каталога».
Галактика NGC 3091 входит в состав группы галактик NGC 3091. Помимо NGC 3091 в группу также входят NGC 3052, NGC 3124, ESO 566-19, MGC -3-26-6 и PGC 28926.